# Citroën C2
Citroën C2 är Citroëns näst minsta bilmodell efter C1. Den introducerades under 2004. Den är i stort baserad på den något större Citroën C3 men med en utpräglat sportig och ungdomlig image.
| Storlek | Modell | Hästkrafter |
| ------- | ------ | ----------- |
| 1.1     | iX     | 60          |
| 1.4     | VTR    | 75          |
| 1.6     | VTR    | 109         |
| 1.6     | VTS    | 122         |

## Teknik och utrustning
Trots sin ringa storlek har C2 det mesta av den utrustning som finns i större bilar. VTR- och VTS-versionerna har till exempel ESP-system, farthållare och regnsensor som standard eller tillval. VTR med 1.6-litersmotor har dessutom Sensodrive - en automatlåda med paddlar vid ratten för manuella växlingar. Det är i grunden samma 5-växlade låda som i övriga modeller, men med servon som styr koppling och växellåda. 
Instrumenteringen i C2 är ovanlig, men följer delvis gammal Citroën-tradition. Hastighetsmätaren består av en digital display mitt framför föraren med stora siffror. Varvräknaren har en liten visare av typen badrumsvåg som sitter i överkanten av hastighetsmätaren. Bränslenivå och motortemperatur visas med lysdioder, vilket ger en ganska grov uppskattning av värdena. De mer utrustade varianterna har dessutom färddator med information om bränsleförbrukning, medelhastighet m m.
Eftersom bilen är så kort är bagageutrymmet begränsat. För att utöka det något kan man skjuta de separata stolarna i baksätet framåt ca 10 cm. Det går också att fälla fram ryggstöden och även att tippa fram hela stolen för att få mer lastutrymme. Bilen är fyrsitsig, och baksätet är uppdelat i två stolar. En annan detalj är att bagageluckan är delad. Den övre delen öppnas uppåt, och man kan sedan öppnad den nedre delen nedåt om det är nödvändigt. Det är praktiskt i stadsmiljö om det står en annan bil parkerad bakom. den undre kan också användas som sittbänk och har ett mindre förvaringsfack.

## Modellvarianter och motorer
Årsmodellerna 2004-2006 erbjöds med två olika motorer och utrustningsnivåer:
- 1,4 - 75 hk
- 1,6 VTR - 109 hk med Sensodrive (automat)

2007 och framåt fanns fortfarande två varianter:
- 1,4 VTR - 75 hk
- 1,6 VTS - 125 hk

Till skillnad mot tidigare fanns nu ingen modell med automatlåda. VTR-modellen hade förutom motor och växellåda samma utrustning som tidigare.

## Säkerhet
Euro NCAP gav Citroen C2 fyra av fem stjärnor (29 poäng).